# Herpolitha limax
Herpolitha limax là một loài san hô trong họ Fungiidae. Loài này được Esper mô tả khoa học năm 1797.

## Hình ảnh

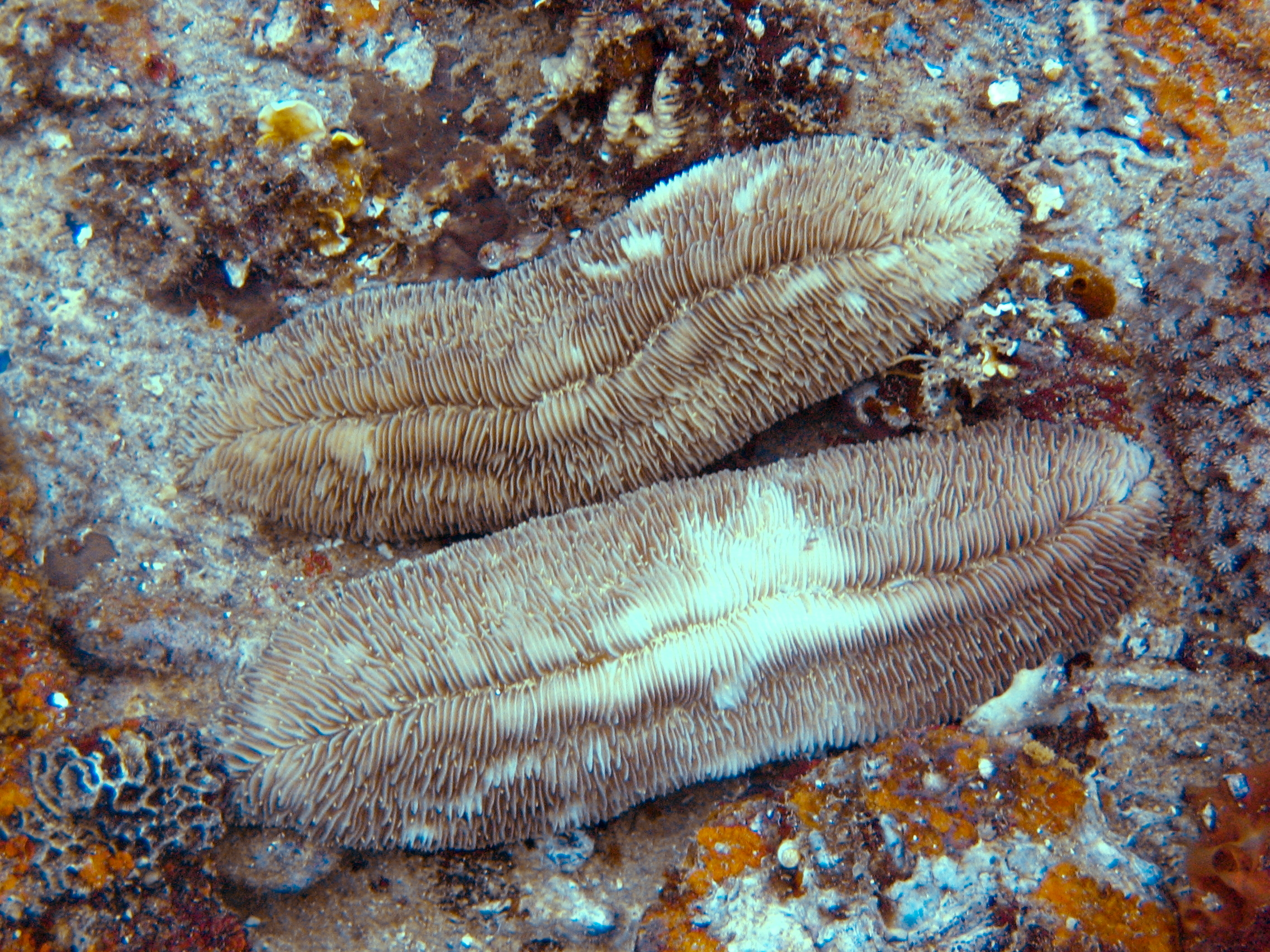